# RETNLB
La beta similar a la resistina es una proteína que en los seres humanos está codificada por el gen RETNLB. Entre las vías genéticas con las que está relacionada se encuentran los eventos de señalización mediados por IL4, estando involucrada en la actividad hormonal.